# Mosquiter boreal
El mosquiter boreal (Phylloscopus borealis) és una espècie d'ocell de la família dels fil·loscòpids (Phylloscopidae). Habita els boscos des del nord d'Escandinàvia, cap a l'est, a través del nord de Rússia i Sibèria fins Txukotka, Kamtxatka, Sakhalín, Manxúria, illes Kurils i muntanyes del Japó. Passa l'hivern al Sud-est asiàtic. El seu estat de conservació es considera de risc mínim.